# Dobra koło Limanowej
Dobra koło Limanowej – przystanek osobowy w miejscowości Dobra, w województwie małopolskim w Polsce.
Stacja została oddana do użytku w grudniu 1884 na szlaku Galicyjskiej Kolei Transwersalnej (odcinek z Chabówki do Nowego Sącza budowano od 1882 do 1885). Sam dworzec wznoszono w latach 1882-1884. Jest on obiektem murowanym, piętrowym, otynkowanym, który zachował swój oryginalny charakter. Na parterze znajdowała się kasa biletowa, poczekalnia, pomieszczenie dyżurnego ruchu i zawiadowcy. Na piętrze ulokowano mieszkania służbowe dla pracowników kolei. 
W 2023 w obrębie stacji istniały semafory kształtowe. Do 2022 kursowały tu pociągi retro ze skansenu w Chabówce, które zostały zawieszone z uwagi na rozpoczętą modernizację linii.
Bezpośrednio na wschód od stacji znajduje się łukowy wiadukt kolejowy nad doliną lokalnego potoku. Ma on długość 143 metrów i wysokość 28 metrów.
W maju 2004 na stacji kręcono zdjęcia do amerykańsko-brytyjskiego filmu "Aryjska para" w reżyserii Johna Daly'ego. Dobra imitowała na tę okoliczność szwajcarską stację Schaffhausen.
Stacja leży na Turystycznym Szlaku Kolejowym Przez Karpaty.